# Dhumavati

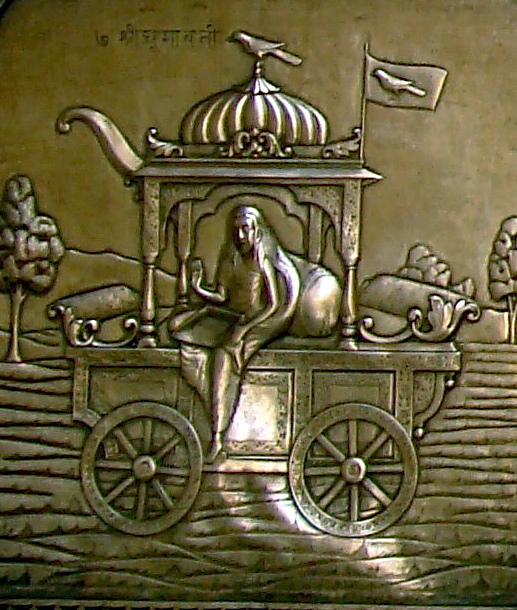
Die Göttin Dhumavati auf ihrem Wagen

Die tantrische Göttin Dhumavati (Sanskrit धूमावती Dhūmāvatī „die Rauchende“) ist eine der zehn Mahavidyas (eine der zehn „großen Wissenden“, die die Shakti Shivas personifizieren und über bestimmte Siddhis verfügen) sowie Stadtteilgöttin (mohalla devi) von Benares. Sie kann als eine Avatare Parvatis betrachtet werden. Dhumavati ist die Göttin der Witwen und der sozial Ausgestoßenen. Innerhalb der tantrischen Mahavidya-Gruppe, in der sie stets an siebter Stelle genannt wird, nimmt sie eine außergewöhnliche, besondere Stellung ein und verkörpert den furchteinflößenden Aspekt des Weiblich-Göttlichen. Außerhalb des festen Kreises der Mahavidyas hat Dhumavati nur wenig Eigenleben entwickelt. Sie wird ausschließlich in tantrischen Schriften erwähnt. Da die Mahavidyas gelegentlich mit den Avatare Vishnus gleichgesetzt wurden, erscheint Dhumavati zum Teil als göttliche Mutter zur Zeit der Sintflut und wird mit Matsya in Beziehung gesetzt. Dhumavati ist die einzige Mahavidya ohne Ehemann, sie ist Shakti ohne Shiva. Sie ist die ewig Durst und Hunger Leidende und verkörpert somit unbefriedigte Bedürfnisse. Sie steht besonders in enger Verbindung zu Unglück, Armut, Entbehrung, Hoffnungslosigkeit, Verzweiflung, Unreinheit, Demütigung, Niederlage, Verlust, Enttäuschung, Frustration, Elend, Krankheit und Leid. Dhumavati steht für die Überlegenheit der Macht der Natur gegenüber allen anderen Kräften und damit für die Unüberwindbarkeit des Todes. Sie verfügt über ein erhebliches ugra- (gewalttätiges) Potential. In mittelalterlichen tantrischen Quellen wird sie mit der Vernichtung, Beherrschung, Schädigung, Bannung, Lähmung und Unschädlichmachung von Feinden verbunden (uccatana). Dort wird sie ausschließlich und einheitlich als gefahrvoll, bedrohlich, kriegerisch, zerstörerisch, unheilvoll und angsteinflößend betrachtet. Ihre Siddhi ist der Tod. Dhumavati personifiziert die Zerstörung der Welt durch Feuer, wenn nur noch der Rauch der Asche übrig bleibt. Trotz ihres überwiegend unheilvollen Charakters wird sie in ihrer 1000-Namen-Hymne aber auch mit positiven Namen und Eigenschaften belegt. Darin erscheint sie morgens als junges Mädchen, tagsüber als verheiratet und abends als Witwe. Dort wird sie auch mit dem Gewähren von Nachwuchs verbunden. Außen hart, wird sie innerlich als mitfühlend und weichherzig beschrieben.
Die Göttin ist einsam, traurig, schädigend, unsicher, rau, unzugänglich, mürrisch, unzufrieden, indifferent, gequält, spröde, unbeständig, missgünstig, arglistig, angespannt, gierig und leicht zornig und hat, manchen Quellen zufolge, einen enormen sexuellen Appetit. Sie fängt gerne Streit an und sorgt für Missverständnisse. Dhumavati existiert in der Form von Rauch und kann sich wie dieser überall hinbewegen. Sie repräsentiert die Haftung an alles Irdische und verkörpert somit die Guna der Tamas („Unwissenheit, Trägheit, Dunkelheit, negative Kräfte“) und repräsentiert die daraus resultierende Unzufriedenheit. Dhumavati verweist auf die Nichtigkeit weltlicher Bedürfnisse und umfassende Erkenntnis und wird dadurch zur Göttin der Illusion (Maya). Ihre Feinde soll sie durch stechenden Rauch besiegen können, ebenso kann sie ihre Adepten darin verbergen. Dhumavatis Beinamen sind: Alakshmi („Unglück“), Daridra („Armut“), Vidhiva („Witwe“), Nirrti („Elend“) und Jyestha („die Älteste“).

## Entstehungsgeschichte/Dhumavatis Geburt
Die Puranas liefern verschiedene Anhaltspunkte zum Ursprung Dhumavatis, die ihren Charakter, die Bedeutung ihres Namens, ihren Witwenstatus und ihren Eigenschaften erklären.
Einer Überlieferung zufolge soll Dhumavati aus dem (unreinen) Rauch, der sich ins Opferfeuer werfenden Göttin Sati, Shivas erster Frau, entstanden sein, daher auch ihr Name. Dadurch sind Satis negative Emotionen, die sie im Moment der Verbrennung empfand, auf Dhumavati übergegangen.
Ein anderer populärer Mythos erzählt folgendes: Sati habe einst ihren Gemahl Shiva um etwas zu essen gebeten, da sie unter schrecklichem Hunger litt. Shiva verweigerte ihr dies jedoch mehrfach und ignorierte so ihre Bedürfnisse. Sati wurde wütend, Rauch stieg aus ihrem Körper auf, woraufhin Sati ihn in einem Akt der Selbstbehauptung und der Unabhängigkeit einfach verschlang und sich damit selbst zur Witwe machte. Der Gott konnte sie aber davon überzeugen, ihn wieder auszuspucken. Daraufhin verfluchte er sie und verurteilte sie dazu fortan in Form der Göttin Dhumavati, der ewigen Witwe, zu leben. Ihre Existenz sollte von da an permanent durch Unheil, Leid und sogar Qual gekennzeichnet sein.
Eines Tages verweigerte Daksha Shiva, wohl aufgrund seiner unkonventionellen Lebensweise als Asket, die Teilnahme am Opfer. Als Sati davon erfuhr, wollte sie ohne ihn dort hingehen. Doch dieser verweigerte ihr aufgrund von befürchteten Konfrontationen seine Erlaubnis, ohne ihn zum Opferfest ihres Vaters Daksha zu gehen. All ihre Bemühungen, ihren Mann doch noch zu überreden, waren vergeblich. Sie nahm sogar die Gestalt einer erschreckenden Göttin an. Shiva versucht die anhaltende Diskussion abrupt zu beenden und will deshalb den Raum verlassen. Da fiel Sati in Wut und Rage, vervielfältigte sich und teilte sich in die zehn Mahavidyas auf, um Shiva den Ausgang zu versperren und ihn so einzukesseln. Sie verteilte sich in alle zehn „Himmelsrichtungen“ (die acht geografischen Haupt- und Neben-Himmelsrichtungen sowie Zenit und Nadir). Shiva wurde in Angst und Demut versetzt und gab schließlich nach, sodass Parvati ihr angestrebtes Ziel doch noch erreichte. Dabei wird Dhumavati im Südosten verortet.

## Ikonographie und Symbolik
Dhumavati wird stets dargestellt als alte, schlichte, blasse, schmutzige, kranke, verhärmte, verwahrloste, ausgemergelte, schmucklose, schreckliche, furchteinflößende und hässliche Witwe mit hängenden, trockenen, langen Brüsten und zitternden Händen. Ihre Nase ist groß, lang und krumm. Die Ohren sind lang. Ihr Gesicht ist voller Falten. Ihre Haare sind grau, wild, offen und zerzaust. Dhumavati hat keine Zähne oder Zahnlücken im Mund. Sie hat einen harten, finsteren, ersten Gesichtsausdruck. Sie ist von grauer Körperfarbe, was von ihrer Verbindung zum Rauch herrührt. Teilweise wird ihr ein penetranter Geruch nachgesagt. Ihr Körper ist von Schweiß bedeckt. Die Göttin ist halb blind. Sie trägt ein weißes, abgenutztes Gewand, das sie einer Leiche auf dem Leichenverbrennungsplatz abgenommen haben soll. Ihr wird nachgesagt, Knochen in ihrem Mund zu zerkauen, das Geräusch soll fürchterlich sein. Sie macht die Geräusche von Trommeln und Glocken, welche angsteinflößend und kriegerisch sind. Sie sitzt auf einem Wagen, vor den jedoch keine Zugtiere gespannt sind. Dies kann als die Ausweglosigkeit der sozialen Stellung der Witwen und der Parias in der Gesellschaft interpretiert werden. Dhumavati steht am Rande oder außerhalb der Gesellschaft. Sie kann sich nicht von der Stelle bewegen und ist in ihrer sozialen Situation gewissermaßen gefangen. Ihr Wagen führt buchstäblich ins Nichts, in die Leere. Dadurch ist sie aber auch frei von Einschränkungen und Verpflichtungen, die verheirateten Frauen auferlegt sind. Sie ist frei für spirituelles Streben wie beispielsweise Pilgerreisen, die ihr in ihren jungen verheirateten Tagen nicht möglich waren. Sie ist also auch als Befreiungsfigur der Witwen zu deuten, die im Hinduismus ausschließlich mit negativen Eigenschaften belegt werden, als unheilvoll und gefährlich gelten, Ärger hervorrufen sollen und unter anderem auf Grund ihrer unkontrollierten Sexualität gefürchtet und gemieden gelten.
Ihre Wohnstatt hat sie auf Leichenverbrennungsplätzen, verlassenen Häusern und Ruinen und Orten wie Wüsten, Wäldern, Wildnis oder Bergen, in den Wunden der Welt, im Rauch, Elend, Hunger und Durst, Krankheit, Frauen und insbesondere Witwen, in trauernden Kindern oder im Streit. Ihr Symboltier ist der Geier bzw. die Krähe, die auch auf ihrem Wagen sitzt oder als Banner dort zu sehen ist, als Aasfresser ein Symbol des Todes darstellt und in Zusammenhang mit dunklen, negativen Mächten, Unheil und schwarzer Magie steht. In ihren Händen hält sie oft eine Bettelschale (kalasa), teilweise Reiswerfel oder Schwert und einen Korb, mit dem sie die Spreu vom Weizen (symbolisch das Wahre vom Unwahren) trennt. Die nahezu einzig freundlichen Züge, die sie in Abbildungen aufweist, sind die durch ihre rechte Hand angedeutete Wunschgewährungsgeste (varada Mudra) oder das Mudra der Zerstörung von Furcht (Abhayamudra).

## Ritual und Verehrung
Besondere Verehrung genießt Dhumavati bei ungepaarten unverheirateten Mitgliedern der Gesellschaft wie Junggesellen, Prostituieren, Witwen, Asketen und Tantrikern. Für ihre Verehrung ist vorgeschrieben, dass sie nackt und nachts, schweigend mit verwildertem Haar an Leichenverbrennungsstädten, Wäldern, Bergen, in der Wildnis und an verlassenen, einsamen, wilden, unzivilisierten, abgelegenen, gefahrvollen Gegenden zu erfolgen hat und mit Fasten verbunden ist. Sie soll am 14. Tag der dunklen Monatshälfte in mondlosen Nächten begangen werden. Die Göttin hat eine besondere Vorliebe für Blut, Fleisch und Alkohol. Sie bevorzugt Opfergaben, die in rauchigem Feuer verbrannt werden. Ihre Adepten erhoffen sich durch ihre Verehrung von weltlichen Problemen gerettet zu werden, die Verleihung von Segen, die Erfüllung jeglicher Wünsche, Erlösung (moksha) und ihre Feinde besiegen zu können. Ihre Verehrung soll ein Gefühl der Einsamkeit hervorrufen und zur Entsagung von allen weltlichen, materiellen Bedürfnissen führen, ebenso Jähzorn hervorrufen. Sie, die ewige Witwe zu verehren, die Verkörperung der Unreinheit und des Unheilvollen, lässt den Gläubigen die Einheit hinter der vermeintlichen Zweiteilung der Welt und die wahre Natur des Lebens erkennen, in der es keine Unterscheidung zwischen Reinheit, Unreinheit, Heil und Unheil, Gut und Böse gibt und dass ohne Name und Form ist. Dhumavatis hässliche Gestalt und ihre soziale Ausgrenzung soll den Gläubigen lehren über den oberflächlichen Blick nach innen zu schauen, die innere Wahrheit zu erkennen und ihn von aller Furcht befreien. Wer die Angst vor dem Tod überwindet, dem soll die Göttin Unsterblichkeit und Erlösung bringen. Dhumavatis Mantra lautet: „Dhum Dhum, Dhumavati, svaha“. Dieses Mantra mit Gift auf ein Leichentuch geschrieben, soll zur Vernichtung von Feinden führen. Anderen Texten zufolge, soll eine Krähe auf Verbrennungsplätzen verbrannt werden und, während man das Mantra der Göttin beständig wiederholt, die Asche anschließend im Haus des Feindes verteilt werden, was zu seiner sofortigen Zerstörung führen soll. Witwen, die unter ihrem besonderen Schutz stehen, sollen die Einzigen sein, die ihrer Macht widerstehen können. Tantrischen Texten zufolge, umgibt Dhumavati ihre Anhänger mit Rauch, um sie vor Feinden, Tod und Negativität zu beschützen.

## Religionshistorische Entwicklung/Der Tempel von Dhupcandi
Im modernen Hinduismus überwiegen Dhumavatis sanfte und gütige Züge. Sie ist von einer ursprünglich elitären tantrischen Göttin zur Göttin eines Stadtteils (mohala) im kontemporären Benares (Varanasi) aufgestiegen. In ihrem dortigen Tempel in Dhupcandi wird sie jedoch keineswegs in ihrer schrecklichen Form verehrt, sondern als wohlwollende, fürsorgliche, friedliche, milde, zugängliche, schützende und teilweise sogar mütterliche Göttin. Sie ist dort für den Schutz und das generelle Wohlergehen ihrer Verehrer verantwortlich, hauptsächlich für das der Familie. So wird sie in den ihr dort gewidmeten Murtis nicht etwa als Witwe, sondern als mit Blumen und Schmuck verzierte, wunderschöne, glückliche, verheiratete Frau dargestellt. Zu ihren Pujaris im Tempel zählen neben tantrischen Verehrern auch verheiratete Paare, die sie um Nachwuchs (in der Regel männliche Kinder) und die Erfüllung weltlicher Wünsche anflehen. Neben typisch tantrischen Opfern wie Zigaretten, Haschisch, Alkohol, Blut und Fleisch, werden ihr dort auch Blumen, Früchte, Weihrauch und andere übliche Opfergaben dargebracht. Ihre ursprüngliche tantrische Bedeutung ist dort kaum noch erkennbar. Stattdessen findet, wie für viele teilweise gefährliche hinduistische Gottheiten, eine zunehmende „Versüßlichung“ der Göttin statt. Sie erscheint eingebunden in das panhinduistische, puranische Pantheon und angepasst an die große Göttin Mahadevi.
Der Tempel hat auch einen lokalen Ursprungsmythos Dhumavatis, die ihre Bedeutung gerade an diesem Ort erklärt. Dem Mythos zufolge wurden Satis verkohlte Leichenteile (pitha) nach ihrer Selbstverbrennung im ganzen Land verteilt. Jeder Körperteil – insgesamt 10 – ist mit der Entstehung einer bestimmten Mahavidya verbunden. Dhumavatis Kopf soll an dem Ort gefallen sein, wo heute der berühmte Tempel von Dhupcandi steht. Ihre Entstehung soll der aller anderen Mahavidyas zeitlich vorausgegangen sein.